# Créteil – Université (Métro Paris)
Créteil – Université ist eine oberirdische Station der Pariser Métro. Sie befindet sich inmitten einer mehrspurigen Schnellstraße im Pariser Vorort Créteil und wird von der Métrolinie 8 bedient. In unmittelbarer Nähe befindet sich die Universität Paris XII.
Die Station wurde am 10. September 1974 in Betrieb genommen, als der letzte Abschnitt der Linie 8 von der Station Créteil – L’Échat bis zur Station Créteil – Préfecture eröffnet wurde.